# صالح سليمان
صالح محمد سليمان (ولد في 24 يونيو 1916) هو ربّاع مصري، شارك في دورة الألعاب الأولمبية الصيفية 1936 في برلين وفاز فيها بميدالية فضية في وزن الريشة.

## روابط خارجية
- صالح سليمان على موقع اللجنة الأولمبية الدولية (الإنجليزية)
- صالح سليمان على موقع أوليمبيديا (الإنجليزية)